# Weiskirchen
Weiskirchen (saarländisch Weiskerje, Wéskärschen) ist eine Gemeinde im Landkreis Merzig-Wadern (Saarland) mit rund 6300 Einwohnern in 5 Ortsteilen.
Fast die Hälfte der Gemeindefläche (47,2 %) ist bewaldet, 37,6 % der Fläche werden landwirtschaftlich genutzt, 7,5 % sind bebaut und 3,5 % sind Verkehrsfläche.

## Geographie

### Lage
Weiskirchen liegt im Westen des Schwarzwälder Hochwaldes.

### Ortsteile
- Konfeld
- Rappweiler-Zwalbach ist der westlichste Ortsteil der Gemeinde Weiskirchen. Ihn bewohnen zwischen 1600 und 1700 Einwohner.
- Thailen
- Weierweiler
- Weiskirchen

### Klima

Niederschlagsdiagramm

Der Jahresniederschlag beträgt 1158 mm. Der Niederschlag liegt im oberen Drittel der Messstellen des Deutschen Wetterdienstes. Über 92 % zeigen niedrigere Werte an. Der trockenste Monat ist der April; am meisten regnet es im Dezember. Im niederschlagreichsten Monat fällt etwa 1,8-mal mehr Regen als im trockensten Monat. Die jahreszeitlichen Niederschlagschwankungen liegen im oberen Drittel. In über 87 % aller Orte schwankt der monatliche Niederschlag weniger.

## Geschichte

### Vorgeschichte und Altertum
Erste Siedlungsspuren stammen aus der jüngeren Steinzeit. Seit 450 v. Chr. lag Weiskirchen im Siedlungsgebiet der Kelten. Im 19. Jahrhundert wurden drei Hügelgräber aus der frühen Latènezeit mit wertvollen Grabbeigaben entdeckt.
Mit dem Beginn der Römerzeit in der zweiten Hälfte des ersten vorchristlichen Jahrhunderts wurde die Gegend ein Teil der Provinz Gallia Belgica. Die Römerstraße von Straßburg nach Trier verlief über die Gemarkung von Weiskirchen. Aus der Römerzeit gibt es viele Bodenfunde, die im Trierer Landesmuseum aufbewahrt werden. Nach dem Niedergang des Weströmischen Reichs fiel die Gegend etwa um das Jahr 500 n. Chr. an das Fränkische Reich.

### Mittelalter
Im frühen Mittelalter entstanden fränkische Siedlungen, die dem Einflussbereich des Bistums Trier unterstellt waren. Auch ein fränkisches Königsgut, das nach der Gründung des Herzogtums Lothringen 843 n. Chr. als Edelhof weiterexistierte, lassen sich für Weiskirchen nachweisen. Weiskirchen wurde im Jahr 1030 zum ersten Mal urkundlich erwähnt.
Während des Heiligen Römischen Reichs unterstand die Gegend dem Kurfürstentum Trier. Seit dem 14. Jahrhundert taucht in den schriftlichen Quellen eine Burg zu Weiskirchen als Lehen des Kurfürstentums Trier auf. Bis ins frühe 15. Jahrhundert war diese Burg im Besitz der gleichnamigen Herren von Weiskirchen. Danach wechselten die Besitzer der Burg mehrmals. Es gab in Folge die Herren von Schwarzenberg, die Herren von Flörsheim und die Herren von Dietz.
Siehe auch: Finkenburg, Burg Weierweiler (Hungerburg), Burg Rappweiler

### Frühe Neuzeit
Mit dem Aussterben der Herren von Dietz gelangten 1617 die Herren von Hagen in den Besitz von Weiskirchen.  Im weiteren Verlauf des 17. Jahrhunderts fiel Weiskirchen in den Besitz von Karl Friedrich von Britzke, dessen Enkelin in die Familie von Zandt einheiratete, so dass seither die Herren Zandt von Merl, die im Schloss Münchweiler residierten, das kurtrierische Lehen zu Weiskirchen innehatten.

### Französische Revolutionszeit
Im Jahre 1794 drangen die französischen Revolutionsarmeen vor und die Gegend um Weiskirchen wurde in der Folge ein Bestandteil des Arrondissements Saarbrücken im Saardepartement. Mit dem Feldzug von Blücher während der Befreiungskriege eroberte das Königreich Preußen 1814 das gesamte vormals zum Heiligen Römischen Reich gehörige linke Rheinufer von Frankreich zurück.

### Preußische Zeit
Weiskirchen war seit 1815 ein Bestandteil Preußens. Es gehörte zunächst zur Bürgermeisterei Weierweiler im Landkreis Merzig. Ab 1847 wurde Weiskirchen selbst Sitz der Bürgermeisterei. Während der sechziger Jahre des 19. Jahrhunderts entstand auch das Rathaus, das seither die Gemeindeverwaltung beherbergt. Nach dem Ersten Weltkrieg kam Weiskirchen nicht zum Saargebiet, sondern verblieb als Teil des Restkreises Wadern beim preußischen Regierungsbezirk Trier in der Rheinprovinz. Erst nach dem Zweiten Weltkrieg gelangte Weiskirchen auf Grund der Bestimmungen der französischen Besatzungsmacht schließlich 1946 zum Saarland.

### Eingemeindungen
Im Rahmen der saarländischen Gebiets- und Verwaltungsreform wurden zum  1. Januar 1974 die fünf bis dahin eigenständigen Gemeinden Weiskirchen, Konfeld, Rappweiler, Thailen und Weierweiler zur neuen Gemeinde Weiskirchen zusammengefasst.

## Politik

### Gemeinderat
Seit der Kommunalwahl vom 9. Juni 2024 setzt sich der Gemeinderat wie folgt zusammen:
- CDU: 11 Sitze (39,2 %)
- SPD: 9 Sitze (29,7 %)
- AfD: 4 Sitze (13,6 %)
- FWG: 2 Sitze (9,4 %)
- GAL: 1 Sitz (6,1 %)
- Die Linke: 0 Sitze (2,1 %)

### Bürgermeister
- 1974–1982: Peter Kolling, CDU
- 1982–2002: Bernd Theobald, CDU
- 2002–2018: Werner Hero, CDU
- 2018–2024: Wolfgang Hübschen, CDU
- seit 2024: Stephan Barth, parteilos

### Partnerschaften
- Bourbonne-les-Bains (Frankreich), seit 1997

## Wirtschaft und Infrastruktur

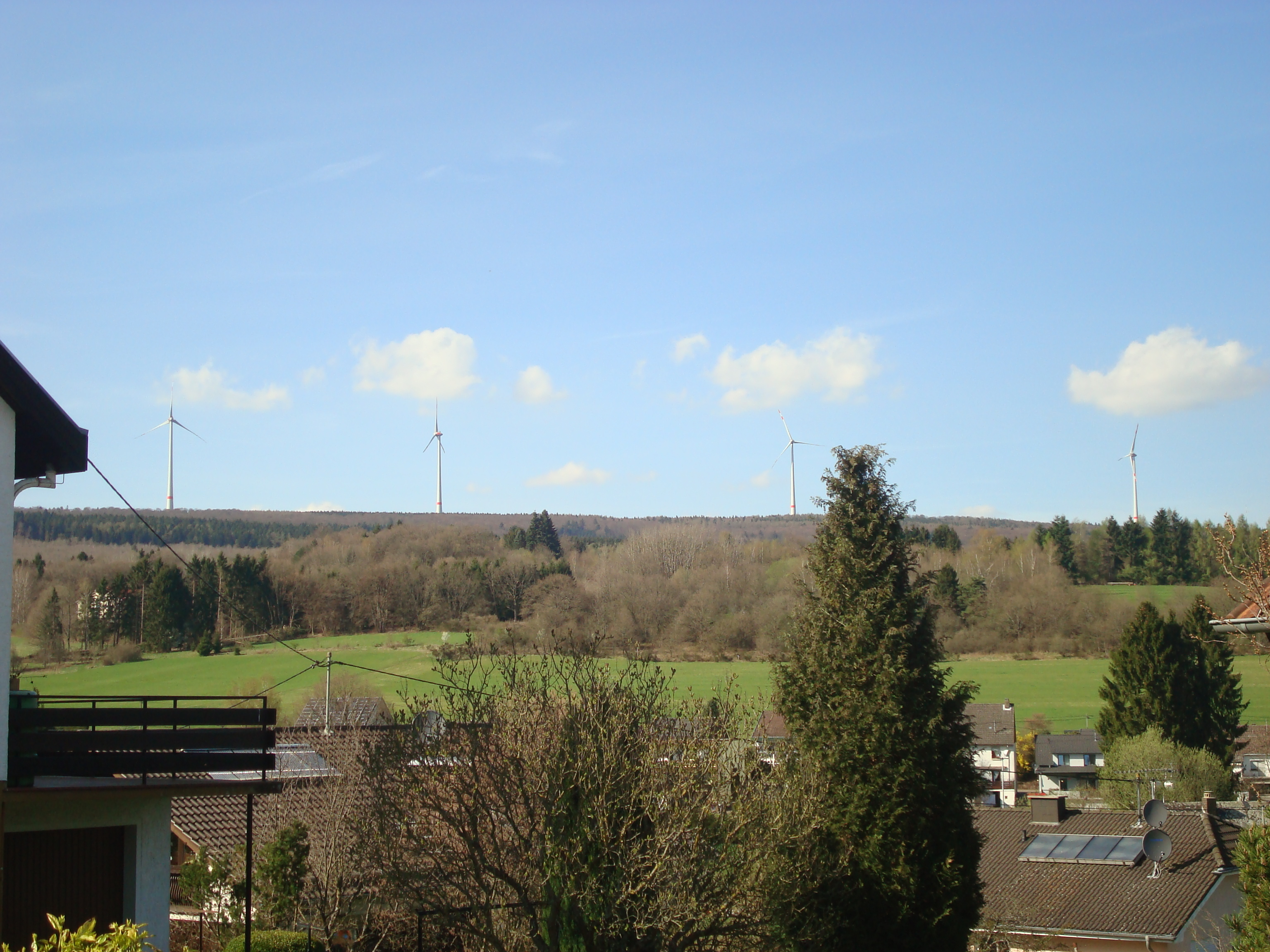
Windpark Schimmelkopf

Weiskirchen ist eine Station des Saarland-Rundwanderweges und des Saar-Hunsrück-Steigs. Außerdem befindet sich 4 km nördlich von Weiskirchen an der Landesgrenze zu Rheinland-Pfalz die zweithöchste Erhebung des Saarlandes, der Schimmelkopf, auf dem im Jahr 2014 bzw. 2015 vier Windenergieanlagen des Typs Enercon E-115 von der Firma Juwi projektiert, gebaut und in Betrieb genommen wurden. Die Anlagen haben jeweils eine Nennleistung von 3,0 MW und sollen insgesamt einen Jahresertrag von 12,3 GWh liefern. Seit 2012 erweitert ein Hochseilgarten im Wild- und Wanderpark Weiskirchen das touristische Angebot. Auch der Gesundheitstourismus ist ein bedeutender Wirtschaftsfaktor in der Region. Weiskirchen ist heilklimatischer Kurort und zudem Kneipp-Kurort.

## Kultur und Sehenswürdigkeiten

Kurpark Weiskirchen
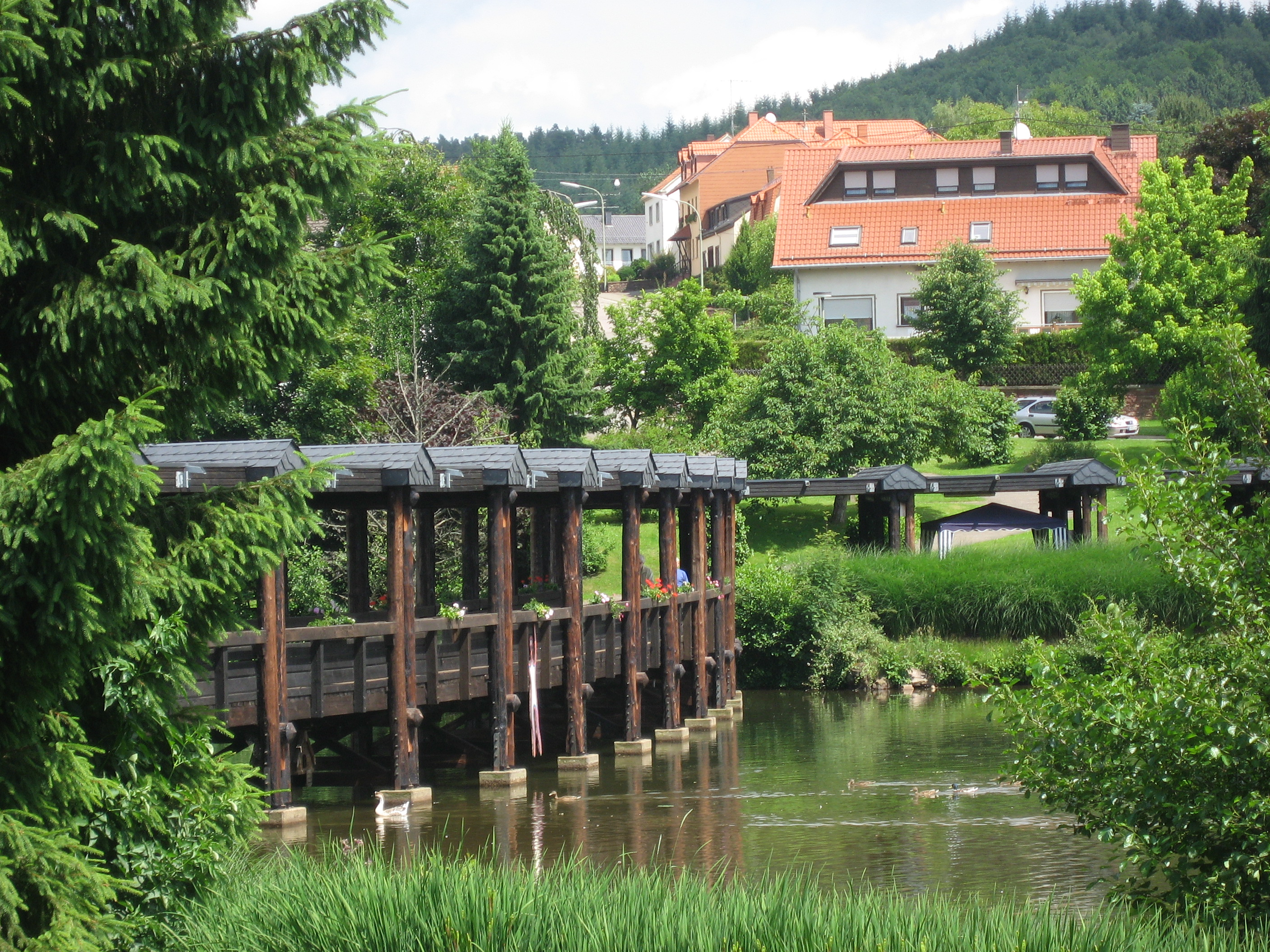
Überdachte Holzbrücke
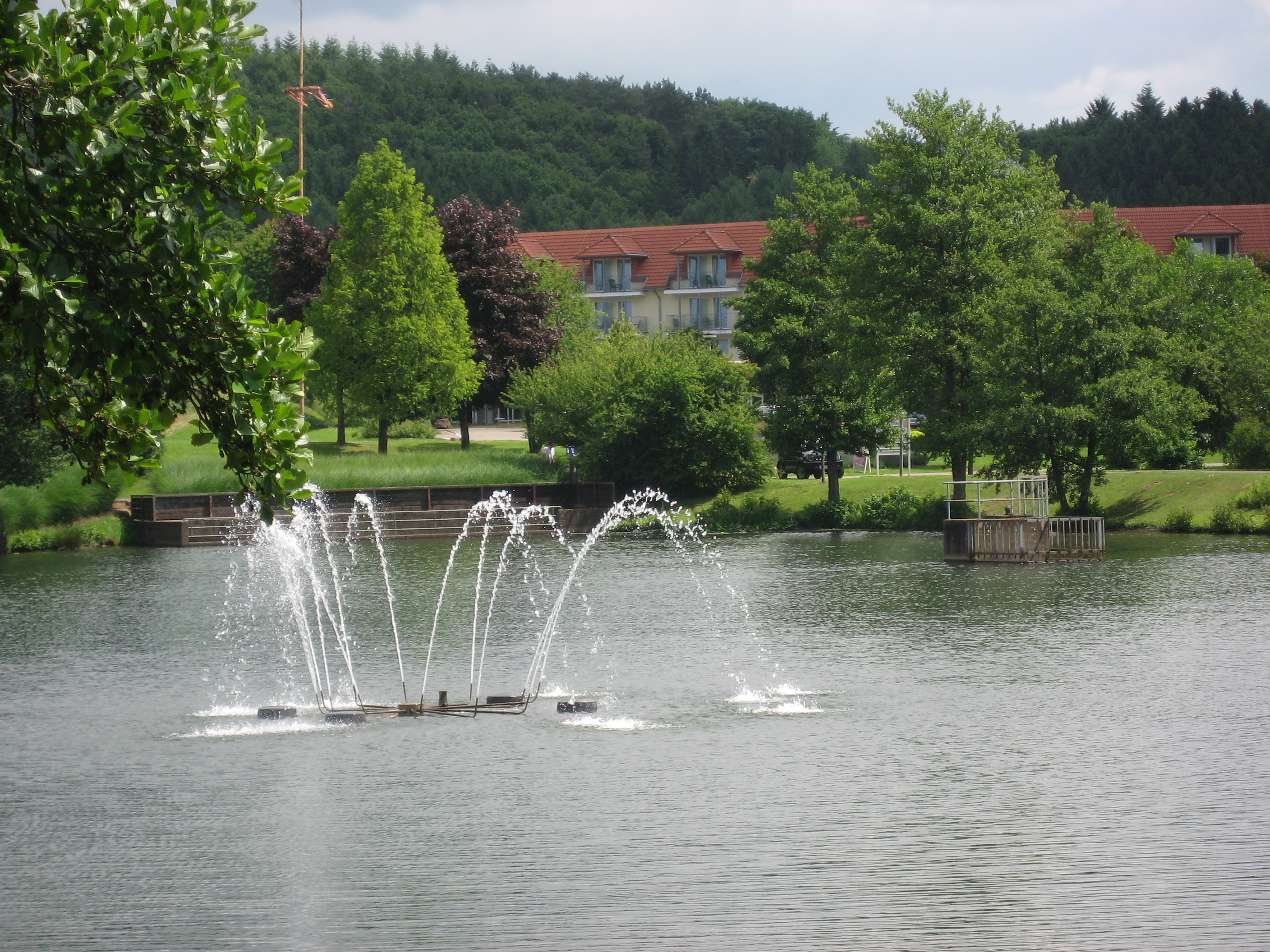
Sicht auf Parkhotel
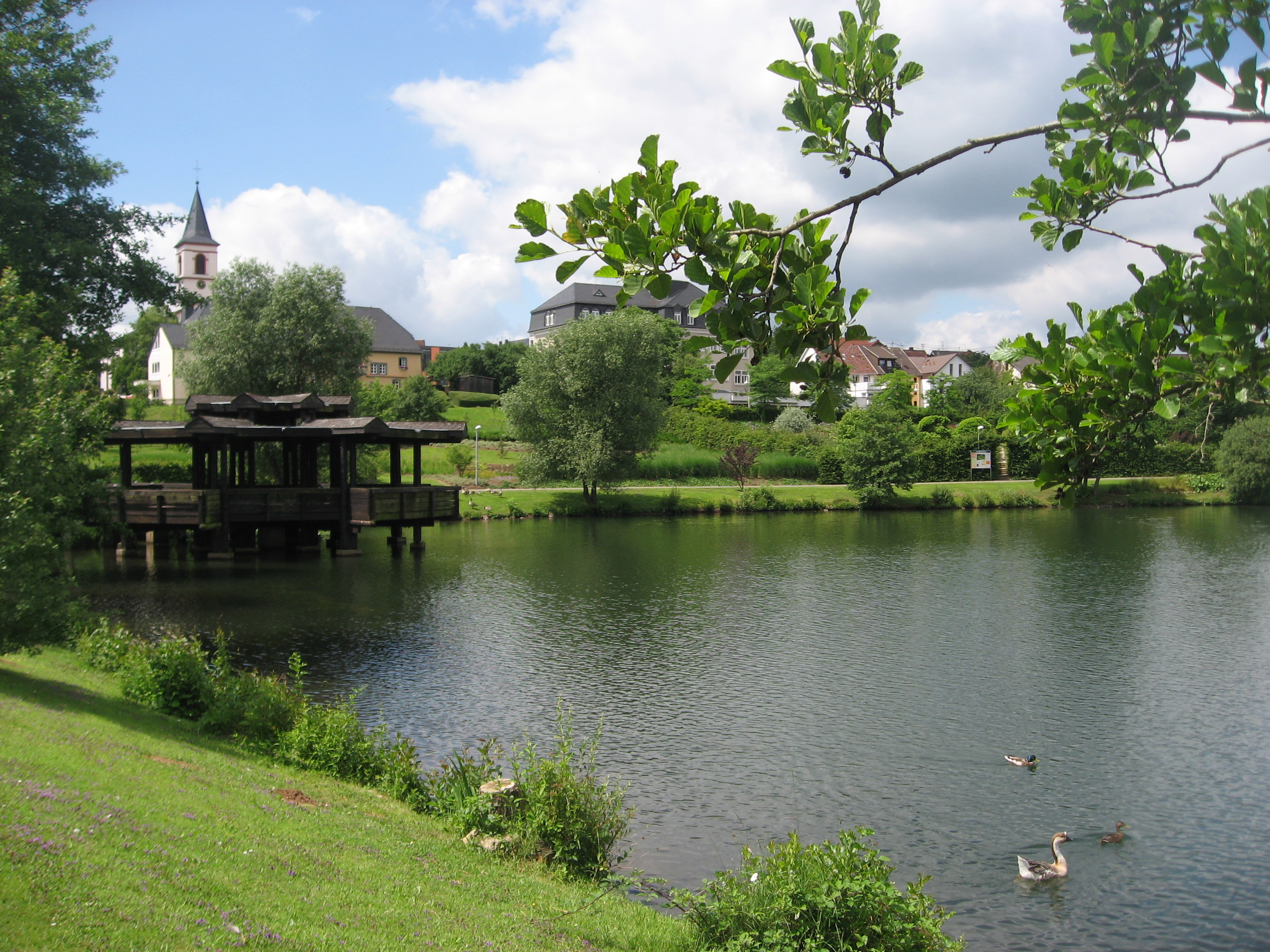
Pavillon
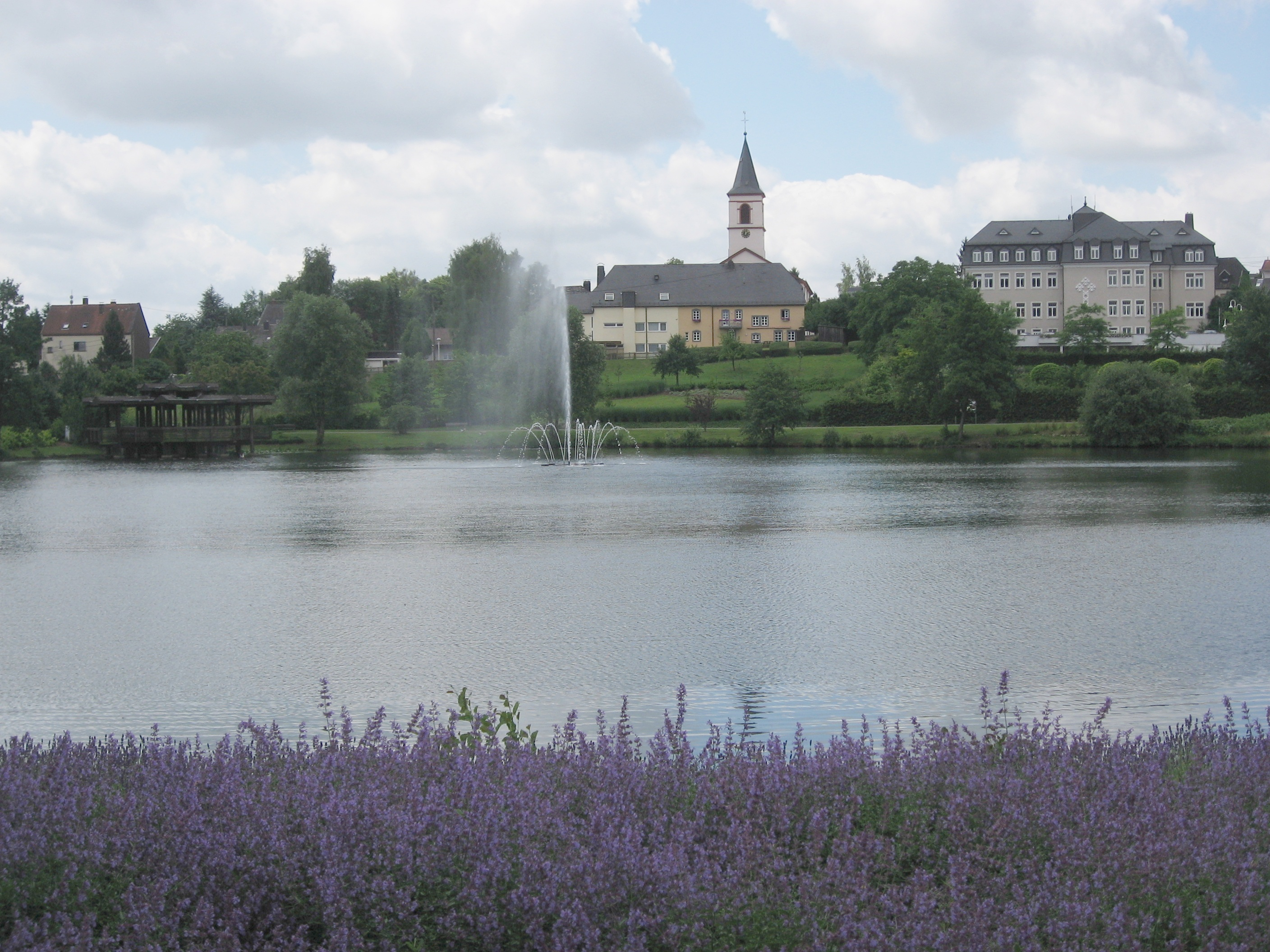
Kirchturm und Rathaus

- In Rappweiler befindet sich der „Wild- und Wanderpark Weiskirchen-Rappweiler“, dessen Bestand hauptsächlich aus Rotwild besteht. In dem Park befindet sich auch das Informationszentrum des Naturparks Saar-Hunsrück mit einer Dauerausstellung.

### Bauwerke
Siehe: Liste der Baudenkmäler in Weiskirchen

### Regelmäßige Veranstaltungen
- Jakobus-Kirmes (letztes Juliwochenende)
- Kurparkfest (erstes Augustwochenende)
- Großer Flohmarkt rund um den Kurparkweiher (im Rahmen des Kurparkfestes)

## Bildung
(Quelle:)

### Kindertageseinrichtung
- Katholische Kindertageseinrichtung St. Johannes der Täufer Konfeld
- Katholische Kindertagesstätte Maria Himmelfahrt Rappweiler/Zwalbach
- Katholisches Kinderhaus St. Martin Thailen
- Katholisches Kinderhaus St. Jakobus Weiskirchen
- Kindertagesstätte „Regenbogenkinder“ der Kinder- und Jugendhilfe St. Maria Weiskirchen

### Grundschule
- Grundschule Konfeld

### Gemeinschaftsschule
- Eichenlaubschule Weiskirchen

## Persönlichkeiten

### In Weiskirchen geboren
- Deotilla Gouverneur (1907–1944), Steyler Missionsschwester und Märtyrin
- Peter Weber (1901–1965), Landwirt und Politiker, Mitglied des Saarländischen Landtags
- Ferdi Behles (* 1929), saarländischer Politiker (CDU)
- Peter Seibert (* 1948), Germanist, Medienwissenschaftler und Hochschullehrer
- Sabine Resch-Pilmes (* 1966), Kommunikationswissenschaftlerin und Journalistin sowie Professorin für Modejournalismus

### Mit Weiskirchen verbunden
- Heinrich Wilhelm Breidenfeld (1794–1875), Orgelbauer, errichtete 1844 die Orgel in Weiskirchen
- René Zandt von Merl (1806–1884), Mitglied des Provinziallandtages der Rheinprovinz, Bürgermeister von Weiskirchen
- Helma Kuhn-Theis (* 1953), wirkte als Politikerin (CDU) in Weiskirchen
- Klaus Steinbach (* 1953), Schwimmsportler, Sportfunktionär und Arzt, arbeitete seit 1992 als Facharzt für Orthopädie sowie für Physikalische und Rehabilitative Medizin für die Hochwald-Kliniken als Chefarzt und seit 1997 bis 2019 zudem als Ärztlicher Direktor